# Cilicaea angustispinata
Cilicaea angustispinata là một loài chân đều trong họ Sphaeromatidae. Loài này được Hurley & Jansen miêu tả khoa học năm 1977.